# 2 Fabiola
 (juillet 2014).
Si vous disposez d'ouvrages ou d'articles de référence ou si vous connaissez des sites web de qualité traitant du thème abordé ici, merci de compléter l'article en donnant les références utiles à sa vérifiabilité et en les liant à la section « Notes et références ».

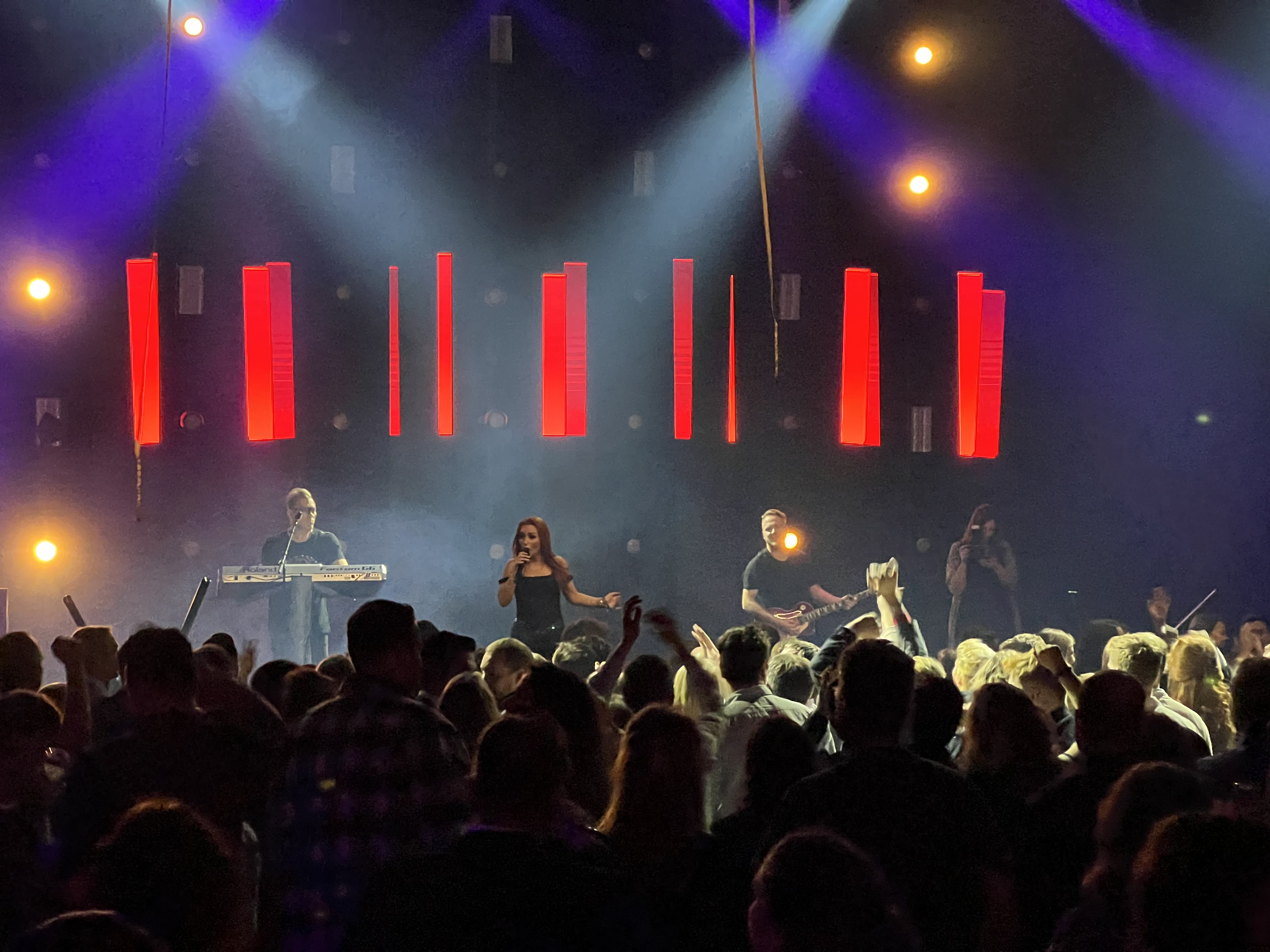

2 Fabiola est un groupe de dance belge formé dans les années 1990 par Pat Krimson (Patrick Claesen) et Zohra.

## Discographie

### Albums
- Tyfoon (Circus, EMI Music Belgium), 1996[2].
- Androgyne (Atmoz, Antler-Subway),1998[3].
- Evolution, 2016[4].

### Singles
- Feel The Vibe
- Freak Out
- I'm On Fire
- Lift U Up
- Play This Song
- Show Me The Way